# Nykterhetsnämnd
Nykterhetsnämnder har funnits i Sverige av två olika slag, kommunala samt länsnykterhetsnämnder. Från 1971 hade kommunerna möjlighet att istället för särskild nykterhetsnämnd, barnavårdsnämnd och socialnämnd tillsätta gemensam nämnd för alla tre vårdområdena som en social centralnämnd.
Nykterhetsnämndens uppgift var att övervaka nykterhetstillståndet och vidta åtgärder för dess förbättrande. Länsnykterhetsnämnden skulle också utöva tillsyn över de kommunala nykterhetsnämnderna.

## Historik
Under andra hälften av 1800-talet och en bit in på 1900-talet var alkoholfrågan en återkommande fråga i den politiska debatten, och det fördes fram krav på en restriktivare alkoholpolitik. I diskussionerna såg man ett samband mellan alkoholmissbruk och fattigdom och krav restes på att införa nykterhetsnämnd som skulle övervaka nykterhetstillståndet på orten.
Mot bakgrunden av att riksdagen 1913 (SFS 1913:102) antagit en lag om behandling av alkoholister inrättades i varje kommun en nykterhetsnämnd. I lagen sades att det var nykterhetsnämndernas uppgift att arbeta förebyggande mot alkoholmissbruk. Personer som var ”hemfallna åt dryckenskap” skulle förmås att gå med i någon nykterhetsförening. Som sista utväg kunde den som var hemfallen åt dryckenskap av nykterhetsnämnden dömas till intagning på alkoholistanstalt.
Lagen om behandling av alkoholister från 1913 ersattes 1931 (SFS 1931:233) och 1954 (SFS 1954:579) av nya förordningar. Enligt dessa skulle det finnas en nykterhetsnämnd i varje kommun. Men man behövde inte inrätta en speciell nämnd utan fattigvårdsstyrelsen kunde vara nykterhetsnämnd. Nykterhetsnämndens ledamöter utsågs av kommunen och skulle bestå av minst fem ledamöter. Minst en av ledamöterna skulle vara kvinna och om läkare fanns inom kommunen vore det lämpligt att denne blev ledamot.
För att ha uppsikt och tillsyn över de kommunala nykterhetsnämnderna infördes år 1939 länsnykterhetsnämnder. Central myndighet i nykterhetsfrågor var Socialstyrelsen. Från den 1 juli 1970 kunde socialnämnd, barnavårdsnämnd och nykterhetsnämnd slås samman till en gemensam social centralnämnd (SFS 1970:296).